# Sławomir Skrobała

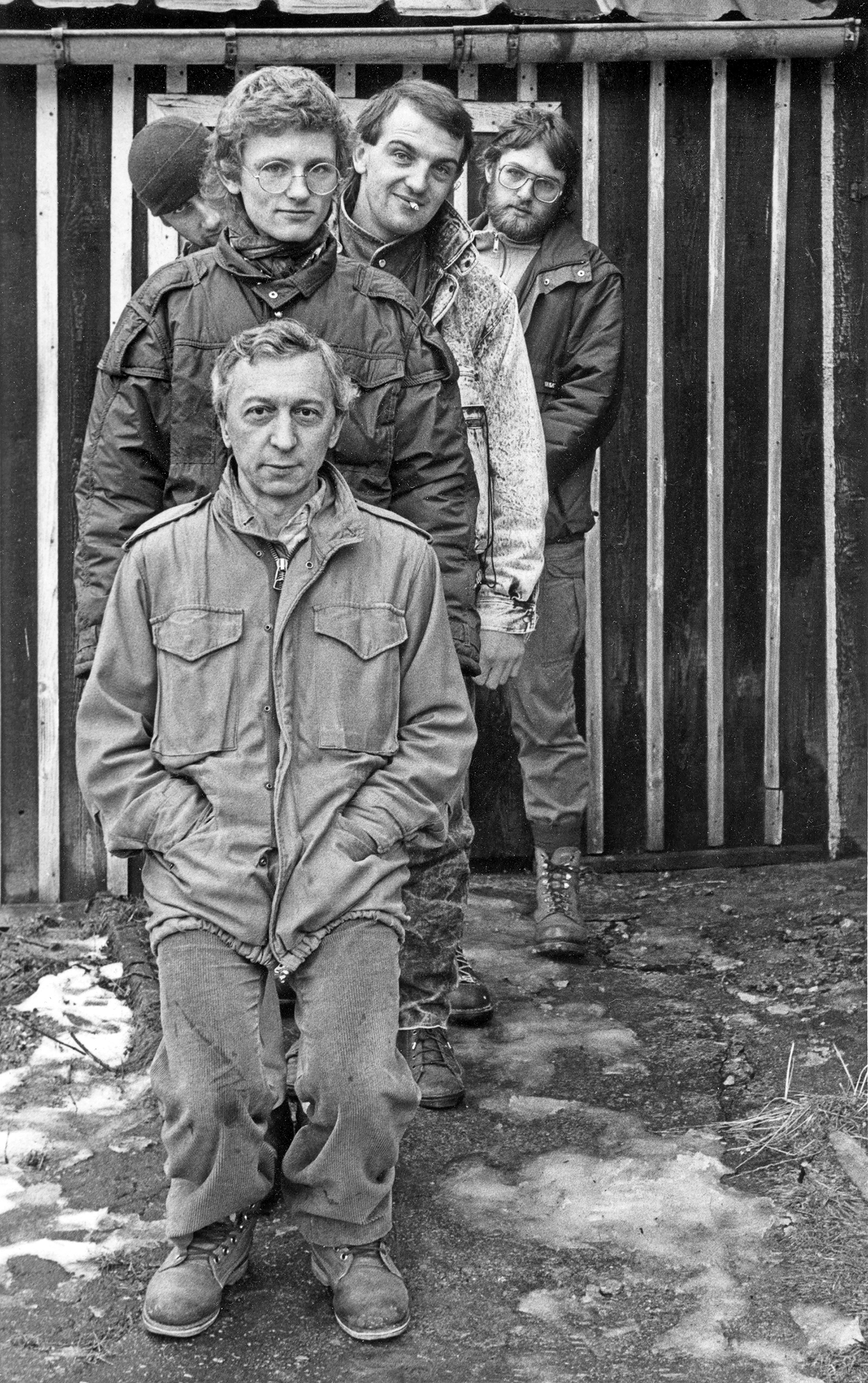
Uczestnictwo we wspólnocie – warsztaty (drugi od prawej – Sławomir Skrobała)

Sławomir Skrobała (ur. 1963 w Lesznie) – polski fotograf, fotoreporter, dziennikarz. Fotograf Polskiej Agencji Fotografów Forum. Członek rzeczywisty Okręgu Wielkopolskiego Związku Polskich Artystów Fotografików.

## Życiorys
Sławomir Skrobała związany w wielkopolskim środowiskiem fotograficznym, pracą zawodową związany z Lesznem, fotografuje od początku lat 80.XX wieku – wówczas jako fotograf podjął współpracę z Estradą Poznańską (oddział w Lesznie). Miejsce szczególne w jego twórczości zajmuje fotografia abstrakcyjna, fotografia aktu, fotografia dokumentalna, fotografia kreacyjna, fotografia portretowa, fotografia reklamowa, fotografia reportażowa oraz fotografia społeczna. Na przełomie lat 80. i 90. XX wieku jako fotograf i dziennikarz współpracował z Gazetą Poznańską, publikował zdjęcia w Głosie Wielkopolskim, Ekspresie Poznańskim, współpracował z poznańskim oddziałem Gazety Wyborczej. Jako dziennikarz współpracował z miesięcznikiem Foto Kurier. W 1994 został stałym współpracownikiem Panoramy Leszczyńskiej, nieco później jej etatowym fotoreporterem. Był uczestnikiem  Warsztatów Gierałtowskich, od 2009 roku uczestniczy w Projekcie PKS – projekcie Gazety Kościańskiej. 
Sławomir Skrobała jest autorem i współautorem wielu wystaw fotograficznych; indywidualnych, zbiorowych oraz pokonkursowych – na których był wielokrotnie doceniany akceptacjami, wyróżnieniami i nagrodami (m.in. w Konfrontacjach 89 – Grand Prix, w Konkursie Polskiej Fotografii Prasowej 1998, w Konkursie Wielkopolska Press Photo 2004 – I nagroda, w konkursie Grand Press Photo 2008, w Leica Oskar Barnack Award 2013). Jest kuratorem wystaw fotograficznych. 
W 2012 został laureatem nagrody Prezydent Miasta Leszna – za pracę na rzecz kultury. W 2018 został uhonorowany Medalem „Za Zasługi dla Fotografii Polskiej” – odznaczeniem przyznawanym przez Kapitułę Fotoklubu Rzeczypospolitej Polskiej Stowarzyszenia Twórców – w 100. rocznicę odzyskania przez Polskę niepodległości (1918–2018). W 2021 przyjęty w poczet członków rzeczywistych Okręgu Wielkopolskiego Związku Polskich Artystów Fotografików (legitymacja nr 1281).

## Odznaczenia
- Medal „Za Zasługi dla Fotografii Polskiej” (2018)[19]